# Yazmith Bataz
Yazmith Bataz Carballo (La Paz, Baja California, 15 de abril de 1972) es una deportista mexicana que compitió en atletismo adaptado, especialista en las disciplinas 100 m planos, 200 m planos y 400 m planos.
Ha sido parte del equipo de atletas mexicanas que ha asistido a los Juegos Paralímpicos de Atenas 2004, Pekín 2008 y Londres 2012. En Pekín quedó en 7.º lugar en los 100 m planos y en Londres en 7.º lugar en los 200 m planos, siendo así de las primeras 8 mujeres más rápidas en silla de ruedas del mundo.
Por otro lado, y a nivel continental, representó a su país en los Juegos Parapanamericanos de 2007 en Río de Janeiro donde recibió su primera presea dorada en los 100 m planos, mientras que en los Juegos Parapanamericanos de 2011 realizados en Guadalajara recibió la medalla de oro en los 100 m planos y dos medallas de plata en los 200 m planos y 400 m planos dentro de la categoría T54 para corredoras en silla de ruedas.
El 16 de agosto de 2007 superó la plusmarca panamericana en los 100 m planos femenino categoría T54 con un tiempo de 18s55 en Río de Janeiro. Adicionalmente, en Guadalajara 2011, estableció un nuevo récord continental al cronometrar 17s46 en la misma disciplina.